# Gibson ES-150
Die Gibson ES-150 ist ein Gitarrenmodell des US-amerikanischen Herstellers Gibson Guitar Corporation, das von 1936 bis 1956 produziert wurde. Sie war bei ihrer Markteinführung eine der ersten Gitarren, die mit einem elektromagnetischen Tonabnehmer ausgestattet waren – für die Klangverstärkung über einen elektrischen Gitarrenverstärker. Durch die damit erzielbaren höheren Spiellautstärken hatte die ES-150 eine Pionierrolle beim Wandel der Bedeutung von Gitarren in Musikgruppen und Orchestern – vom reinen Begleitinstrument zum vollwertigen Soloinstrument. Diese Ausstattung und die Verkaufszahlen machten die ES-150 (als Electric Spanish Guitar) zum ersten erfolgreich industriell in Serie produzierten Instrument der Gattung, die heute als E-Gitarre bekannt ist.

## Konstruktionsweise
Das Modell ES-150 basiert auf der Gibson-L-50-Akustikgitarre und gleicht in seiner Bauweise weitgehend einer konventionellen akustischen Schlaggitarre mit hohlem 16-1/4-Zoll-Vollresonanzkorpus (Hollowbody, 16,25″). Die ersten Exemplare hatten eine aus massivem Fichtenholz handgeschnitzte gewölbte Decke (Archtop oder Carved Top) mit F-Schalllöchern sowie einen flachen Korpusboden und Zargen aus massivem Ahornholz. Die Korpusdecke trug eine Lackierung in zweifarbigem Farbverlauf (Sunburst); Boden und Decke waren mit einer einfachen cremefarbenen Einfassung (Binding) versehen. Ab dem Jahr 1940 wurden Instrumente des Typs mit einem ebenfalls gewölbten Boden ausgestattet. Die ES-150 verfügt jedoch noch nicht über den erst für folgende Gibson Archtop-Gitarrenmodelle charakteristischen Korpuseinschnitt (Cutaway) am Fuß des Instrumentenhalses. Der Hals der Gitarre besteht aus Mahagoni – mit einem aufgeleimten Griffbrett aus Palisander mit Punkteinlagen (Dot Markers) aus Perlmutt; gleichfalls aus Palisander gefertigt ist der geschnitzte, höhenverstellbare Steg. Die Stahlsaiten des Instruments sind am Korpusfuß an einem einfachen trapezförmigen Saitenhalter (Trapeze Tailpiece) aus vernickeltem Metall befestigt.
Die Besonderheit des Modells bestand zur Zeit seiner Einführung in der Elektrik, besonders in seinem fest montierten elektromagnetischen Tonabnehmer. Dabei handelt es sich um einen Einzelspuler (Single Coil) mit einem einzigen, quer unter den Saiten liegenden, klingenförmigen Polkopf (Bar Pickup). Der Polkopf, mit einer charakteristischen sechseckigen schwarzweißen Kappe aus Bakelit ausgestattet, ist mit drei großen Schrauben in einer Aussparung in der Decke kurz vor dem Griffbrettansatz des Instruments befestigt. Mittels dieser Schrauben kann auch der Abstand des Polkopfes zu den Saiten justiert werden. Der größte Teil des Tonabnehmers, dessen zwei jeweils 11 cm lange Stabmagnete und deren Verkabelung, ist im Inneren des Korpus unter der Decke montiert. Dank seines im Vergleich zu modernen Tonabnehmern schwachen Magnetfeldes und eines niedrigen elektrischen Widerstands zwischen 2,5 und 3,7 Kiloohm hat der ES-150-Tonabnehmer Klangeigenschaften, die als „warm und voluminös, aber gleichzeitig klar und durchsetzungsfähig“ beschrieben werden.
Mittels zweier ebenfalls in der Decke angebrachter Drehregler (Potentiometer) mit Knöpfen aus Bakelit können Klang und Lautstärke des elektrisch verstärkten Tons eingestellt werden. Die Verbindung zum Verstärker wird über ein mit Klinkensteckern versehenes Kabel hergestellt; an der Gitarre ist die dafür bestimmte Buchse in den Fuß des Saitenhalters in der Zarge integriert.

## Geschichte und Bedeutung
Spätestens seit dem Aufkommen von Jazz-Big-Bands in den Zwanzigerjahren des 20. Jahrhunderts erwarteten Gitarristen in solchen Orchestern von ihren Instrumenten vor allem Lautstärke. Ihre akustischen Gitarren konnten sich im Orchesterklangbild wegen ihres beschränkten Lautstärkepotentials kaum gegen die wesentlich lauteren Bläser oder ein Piano behaupten und waren daher auf eine Rolle als reines Begleitinstrument festgelegt. Einige Hersteller, darunter auch Gibson, versuchten bei ihren Gitarrenmodellen zunächst mit immer voluminöser ausfallendem Korpus dem Bedürfnis der Musiker nach mehr Lautstärke Rechnung zu tragen. An der Spitze dieser Entwicklung standen bis Mitte der 1930er-Jahre sehr große Instrumente wie die Gibson L-5 und die Gibson Super 400, deren Korpusmaße jedoch an die Grenze der ergonomischen Spielbarkeit stießen.

### Vorgänger: elektrisch verstärkte Hawaii-Gitarren

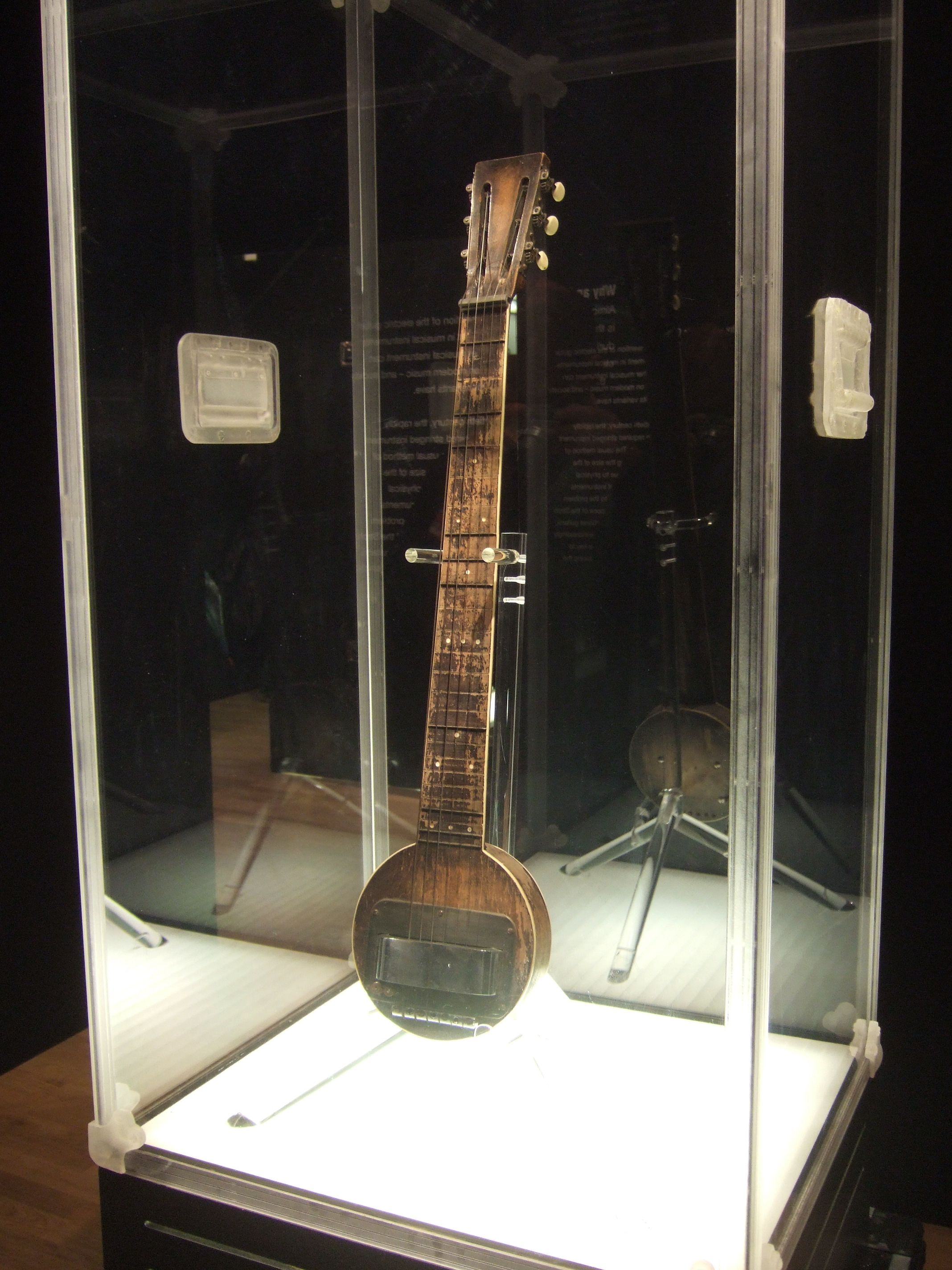
Lap-Steel-Prototyp: Rickenbacker Frying Pan (1931)

Bereits seit den 1920er-Jahren hatte die Firma Gibson neben anderen Herstellern mit elektromagnetischen Tonabnehmern experimentiert. Diese wurden zuerst serienmäßig in den damals in den USA verbreiteten Lap-Steel-Gitarren (Hawaii-Gitarre) eingesetzt. Schon seit 1931 hatte Konkurrent Rickenbacker, bis 1934 unter dem Namen Ro-Pat-In und später als Electro String Instrument Corporation firmierend, als erster Anbieter eine Lap Steel mit elektromagnetischem Tonabnehmer, die nach ihrer charakteristischen Form benannte Rickenbacker Frying Pan („Rickenbacker-Bratpfanne“) im Programm. Der von George Beauchamp entwickelte Tonabnehmer dieses Modells bestand aus zwei Hufeisenmagneten, die am Steg des Instruments eine Art Brücke über die Saiten bildeten („Horseshoe Pickup“). Die Frying Pan wurde für die Firma Rickenbacker zu einem Markterfolg; bis zum Jahr 1937 wurden 2700 Exemplare des Modells verkauft.
Bei Gibson überwog zu dieser Zeit, unter der Geschäftsleitung von General Manager Guy Hart, jedoch noch die generelle Skepsis gegenüber elektrisch verstärkten Instrumenten. Erst am 1. Oktober 1935 folgte Gibson mit einer Lap Steel, die ebenso wie die Frying Pan einen Metallkorpus hatte, und deren Tonabnehmer bereits seit 1933 von Gibson-Ingenieur Walter Fuller entwickelt und von Gibson patentiert worden war. Da die Kunden Gibsons sich nicht mit einer Gitarre aus Metall anfreunden wollten, konnte Gibson im ersten Halbjahr nach Einführung des Modells nur 98 Stück davon verkaufen. Daher änderte die Firma das Konzept und führte am 1. Januar 1936 eine Version des Instruments mit Holzkorpus ein – die Gibson EH-150. Die Produktion der Lap Steel mit Metallkorpus wurde am 9. März 1936 wieder eingestellt.

### Vorgänger: elektrisch verstärkte Schlaggitarren
Etwa gleichzeitig mit seiner Lap Steel brachte Rickenbacker eine Schlaggitarre auf den Markt, die den gleichen Tonabnehmer wie die „Frying Pan“ trug – die Electro Spanish. Wie die ES-150 hatte das Instrument einen Hohlkorpus ohne Cutaway, eine gewölbte Decke und Schalllöcher in f-Form. Der Markterfolg des Modells blieb jedoch marginal: Im Jahr 1932 konnte das Unternehmen gerade einmal vier Exemplare der Electro Spanish verkaufen.
Eine weitere der ersten Schlaggitarren mit elektromagnetischem Tonabnehmer stammte von einem ehemaligen Mitarbeiter Gibsons: Lloyd Loar, Akustikingenieur und Leiter von Gibsons Entwicklungsabteilung, hatte dort zwischen 1919 und 1924 mit elektrischer Verstärkung experimentiert. Da seine Entwürfe von Gibson abgelehnt wurden, verließ er die Firma und verbesserte seine Entwürfe zusammen mit anderen ehemaligen Gibson-Mitarbeitern bis zur Produktionsreife. Dem Ergebnis seiner Arbeit, der elektrisch verstärkten Vivi-Tone-Schlaggitarre war bei ihrer Markteinführung 1932 mangels Käuferakzeptanz jedoch kein kommerzieller Erfolg beschieden, und die Produktion musste bereits im selben Jahr wieder eingestellt werden.
Auch der Hersteller National stellte bereits 1935 eine erste elektrisch verstärkte Schlaggitarre vor, die jedoch erst etwa ab 1938, nach mehreren Modernisierungen des Modells und nach dem Markterfolg des Gibson-Konkurrenzprodukts nennenswerte Produktionszahlen erzielen konnte.

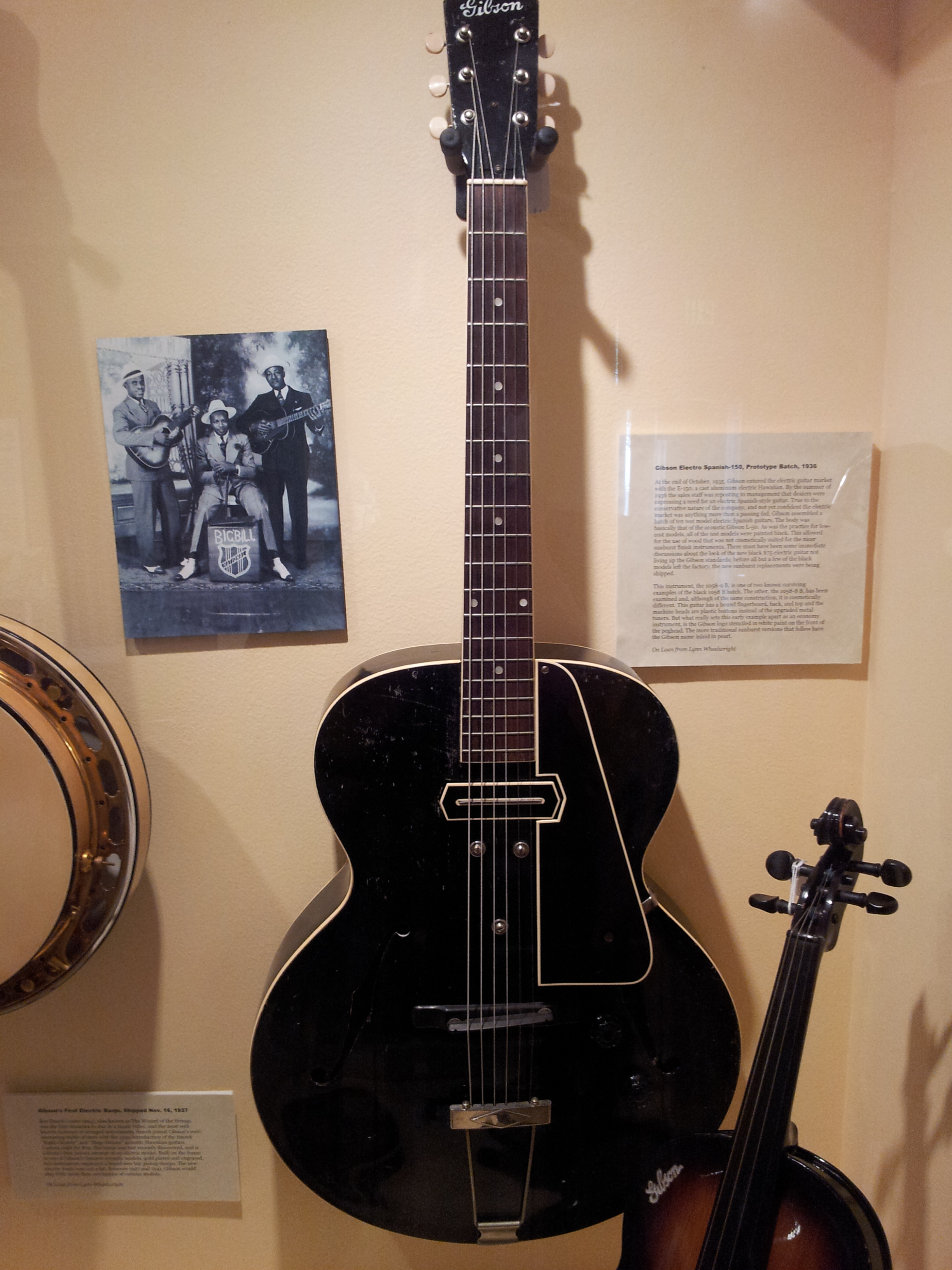
Schwarz lackierter Prototyp der ES-150 (1936)

### Markteinführung und Ausstattung der ES-150
Im Mai 1936 stellte Gibson neben dem bereits im Vorjahr eingeführten Lap-Steel-Modell EH-150 („EH“ als Abkürzung für Electric-Hawaiian), der elektrisch verstärkbaren Mandoline EM-150 und dem elektrischen Tenorbanjo ETB-150 erstmals die Schlaggitarre ES-150 („ES“ – Electric-Spanish) vor. Alle vier Instrumente wurden in Kombination mit dem ebenfalls als EH-150 beziehungsweise ES-150 bezeichneten 15-Watt-Gitarrenverstärker in Röhrenbauweise angeboten. Den Verstärker ließ Gibson mangels eigener Kapazitäten bei der Firma Lyon & Healy bauen. Beide Gitarrenmodelle waren jedoch auch ohne diesen Verstärker erhältlich. Die Kombination aus E-Gitarre, Verstärker und Kabel wurde im Einführungsjahr zum Preis von 150 US-$ angeboten (daher die Nummer in den Modellnamen), Gitarre und Verstärker kosteten einzeln jeweils etwa die Hälfte davon. Durch Verzögerungen bei der Anpassung des Tonabnehmers waren die ersten Exemplare der ES-150 jedoch erst ab 1937 erhältlich. Aufgrund des Verkaufserfolges der ES-150 führte Gibson 1938 zusätzlich eine kleinere und einfacher ausgestattete Version des Modells ein, die ES-100 zum Preis von 100 US-$, die ab 1941 in einer weiterentwickelten Version unter der Modellbezeichnung ES-125 produziert wurde.

### Die ES-150, Charlie Christian und Eddie Durham

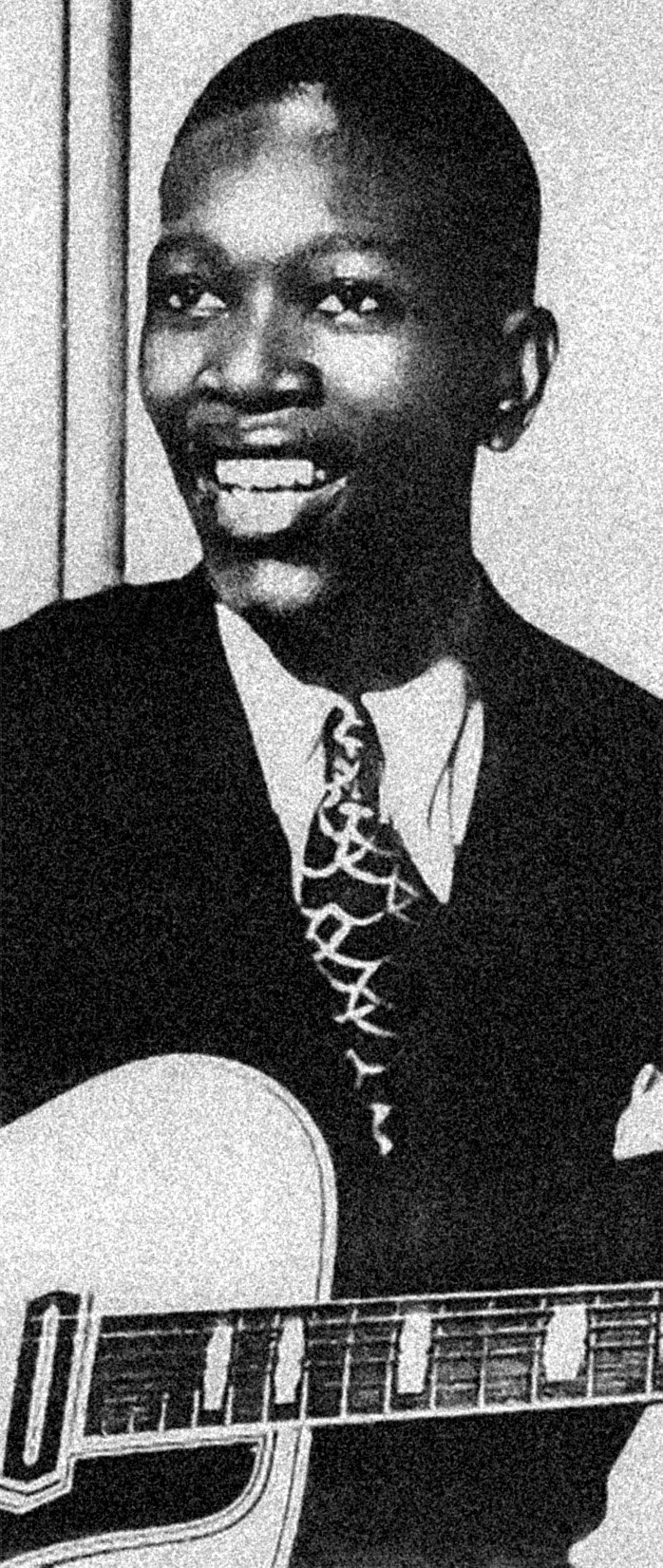
Charlie Christian mit dem größeren Modell ES-250 (1939)

Ihren größten Bekanntheitsgrad erhielt die ES-150 ab August 1939 durch den jungen US-Jazzgitarristen Charlie Christian, der sie von da an zusammen mit dem Gibson-Verstärker in der Big Band und in Ensembles von Benny Goodman einsetzte. Christian war der ES-150 erstmals im Jahr 1937 in Oklahoma City bei einer Jamsession mit der Big Band von Count Basie begegnet. Deren Gitarrist Eddie Durham, von dem die ersten Schallplatten-Aufnahmen mit E-Gitarre stammen, instruierte den jungen Christian nicht nur im Spielen von Melodielinien auf dem Instrument; Durham beeinflusste seinen jüngeren Kollegen auch zum Wechsel von der akustischen zur elektrisch verstärkten Gitarre. Zitat von Durham:
„Das war Ende 1937, und ich vergesse nie die alte, verhitschte [sic!] Fünf-Dollar-Gitarre, […] die er dabeihatte. […] Ich kann mir nicht vorstellen, daß Charlie je eine Gitarre mit ’nem Verstärker gesehen hatte, bevor er mich traf. Das war das Jahr, bevor sie allgemein auf den Markt kamen, und dann hat er sich selber eine zugelegt.“
Da sowohl der Klang einer elektrisch verstärkten Gitarre als auch das durch die Verstärkung selbst in lauten Orchestern ermöglichte Melodiespiel von Einzelnoten statt Akkorden (wie zum Beispiel bei Gitarrensoli in einer Big Band) in dieser Zeit für die meisten Hörer neu und ungewohnt war, wurde der Ton der ES-150 oftmals mit dem eines Blasinstrumentes wie beispielsweise dem des Tenorsaxophons verwechselt. Sogar andere Gitarristen ließen sich zunächst vom ersten Höreindruck täuschen. So wird zum Beispiel von der Jazzgitarristin Mary Osborne, deren Gitarrenspiel von Charlie Christian beeinflusst wurde, über ihr erstes Hörerlebnis ihres Kollegen berichtet:

„Sie erinnert sich, daß sie beim Betreten des Klubs einen Klang vernahm, der sich ausnahm wie der eines durch eine Verstärkungsanlage seltsam verzerrtes Tenorsax. Als sie dann Charlie erblickte, ging ihr auf, daß das, was sie da hörte, eine elektrische Gitarre war, die Single-line-Soli spielte und sich einpaßte in das Ensemble wie ein Horn, das mit Tenorsax und Trompete im Ensemble spielte.“

Es war maßgeblich Christian, der durch sein Solospiel und den Einsatz von Melodielinien die Rolle der Gitarre im Orchestergefüge zu einem vollwertigen Soloinstrument revolutionierte. Von ihm ist der Aufruf überliefert: „Gitarristen, wacht auf und spielt! Verkabelt den Klang, damit sie euch spielen hören!“ Aufgrund Charlie Christians Popularität und Bedeutung für die Geschichte des Jazz und der populären Gitarrenmusik ist der in der Gibson ES-150 verbaute Tonabnehmertyp in Fachkreisen heute allgemein als „Charlie-Christian-Pickup“ bekannt.

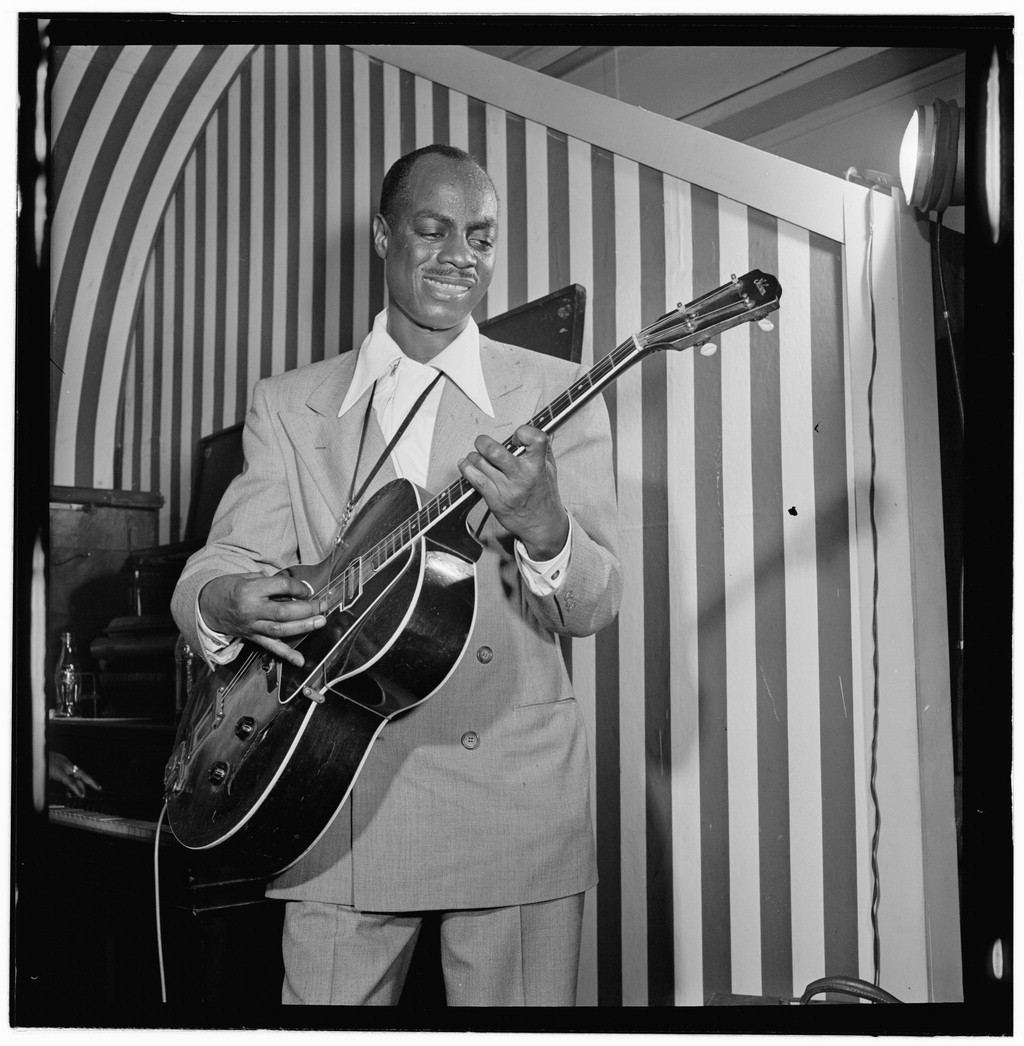
Tiny Grimes mit Tenorgitarre Gibson EST-150, etwa 1947. Fotografie von William P. Gottlieb

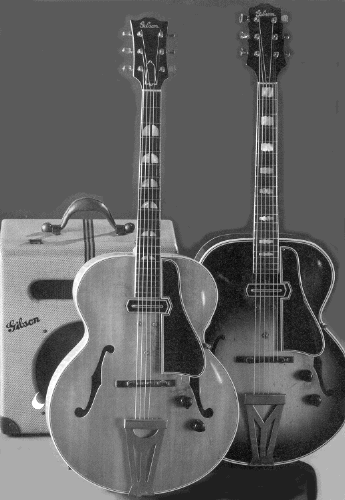
Zwei Exemplare des größeren Modells ES-250, im Hintergrund der Combo-Verstärker ES-150

### Weiterentwicklung und Produktionseinstellung
Der „Charlie-Christian“-Tonabnehmer wurde auch in einem erweiterten Modell der ES-150 verwendet – in der lediglich von 1939 bis 1940 produzierten und bis auf den auf 17 Zoll vergrößerten Korpusdurchmesser baugleichen ES-250.
Ende der 1930er-Jahre stellte Gibson mit dem Modell EST-150 eine viersaitige Tenorgitarren-Variante der ES-150 vor. Konstruktionsweise und technische Ausstattung glichen weitgehend dem sechssaitigen Modell. Ab 1946 wurde diese Tenorgitarre in ETG-150 (Electric Tenor Guitar) umbenannt und wie die ES-150 mit einem P-90-Einzelspulen-Tonabnehmer ausgestattet; eine Teilauflage der ETG-150 wurde mit zwei Tonabnehmern dieser Bauart angeboten.
Die erste Modellgeneration der ES-150 wurde bis zum Jahr 1942 hergestellt, als Gibson bedingt durch den Eintritt der USA in den Zweiten Weltkrieg ebenso wie andere Hersteller die Produktion von Musikinstrumenten zugunsten kriegswichtiger Güter einstellen musste. Bis zu diesem Zeitpunkt hatte Gibson etwa 375 Exemplare der ES-150 verkaufen können. 1946, nach Kriegsende, wurde die Produktion wieder aufgenommen, und die ES-150 wurde in einer leicht modernisierten Version mit anderem Tonabnehmer angeboten. Der charakteristische „Christian“-Tonabnehmer wurde durch ein weiterentwickeltes Modell, den P-90-Einzelspuler ersetzt, welcher von Gibson bis zur Gegenwart in verschiedenen E-Gitarrenmodellen verwendet wird.
Aufgrund zunehmender Konkurrenz durch Gitarrenmodelle anderer Hersteller wurde die Produktion der ES-150 wegen sinkender Verkaufszahlen zugunsten anderer, aufwendiger gebauter und weiterentwickelter Instrumente der Firma (wie zum Beispiel die bereits 1949 eingeführte Gibson ES-175) etwa im Jahre 1956 eingestellt. 1946 hatte Gibson noch 555 Exemplare der ES-150 absetzen können, 1956 waren es nur noch 6. Von der Produktionseinstellung ausgenommen war lediglich die ETG-150, die bis 1971 hergestellt wurde. Im Laufe der folgenden Jahrzehnte wurden guterhaltene Instrumente des Typs ES-150 zu Raritäten, die heute von Sammlern zu hohen Preisen gehandelt werden.

## Bekannte Spieler
- Charlie Christian, Jazzgitarrist
- Eddie Durham, Jazzmusiker und -Arrangeur
- Alvino Rey, Jazzgitarrist und Bandleader, war an der Entwicklung des Tonabnehmers beteiligt[25]
- Howard Roberts, Jazzgitarrist
- Sleepy LaBeef